# Las-Torres János
Las-Torres János (Pécs (Baranya vármegye), 1811. szeptember 29. – Pétervárad, 1899. augusztus 20.) szőlőgazda, 1848–1849-es honvéd százados.

## Élete
Pécsett született, hol akkor atyja Las-Torres János előkelő császári tiszt állomásozott; (a család Spanyolországból származott, hosszabb ideig Németalföldön katonáskodtak; Las-Torres Bernát Ágoston, Las-Torres János nagyatyja Luxemburgban született, de már Mária Terézia uralkodása alatt Nádasdy generális hadtestében mint kapitány harcolt II. Frigyes porosz király ellen; atyja 1774. november 11-én Bécsben született); Las-Torres fiatal éveit atyja mellett az olaszországi különböző helyőrségekben élte, hol bő alkalma nyilt általános műveltségre szert tenni s különösen nagy nyelvismeretei voltak, a mennyiben a magyart, németet, olaszt, franciát, horvátot és szerbet egyaránt jól beszélte; 5-6. évet mint hadapród egy huszár-ezredben töltött; azonban a napoleoni háborúk után való hosszú béke miatt, tiszti előléptetését bevárni nem tudván, atyja hivásának engedve (ki időközben mint alezredes Péterváradon nyugalomba vonult), otthagyta a katonai pályát és mint gazda Péterváradon telepedett le. 
Az 1848–49-es forradalom és szabadságharc őt is magával ragadta s a péterváradi honvédszázadnak főhadnagya, majd századosa lett és a vár védelmében, úgy több kirohanásban részt vett; a magyarok ügyét helyismereteivel, befolyásával kitűnően előmozdította; ezért a kapituláció után több hónapi fogságot szenvedett. Szenvedélyes szőlőgazda volt, ki ezen a téren messze vidéken nagy tekintélyre tett szert. Sűrűn levelezett a szakemberekkel és a lapokkal; de aggkorában végtelen bánatára szép szőleink a filoxéra által történt elpusztulását meg kellett érnie.
Cikkei a Borászati Füzetekben (1869. Uj szőlőültetési mód, A Szerémség borvidéke, Válasz Entz Ferencz Nyilt levelére, Oktatás: miként kell kénezés által a még söprőn fekvő uj fehér borokat megtisztítani s belőlük az erjanyagokat eltávolítani, A lefejtett borok kezelése azok megéréséig, Az uj-borok harmadik lefejtéséről, Az ó-borok felüdítéséről, A szőlőtőke és szőlőink állapota Szerém vidéken, A szerb vagy az úgynevezett karloviczi ürmös készítésmódja, 1870. A szőlőfajokról, melyeket a Szerémségben elterjeszteni kellene, A borok betegségei – és azon módok, melyek szerint a praxis azokat orvosolni szokta, Adalékok azon okokhoz, melyek miatt boraink a jobb hírű külföldiekkel a versenyt ki nem állhatják, 1871. A befolyásról, melyet a cultura a szőlőmívelés szerencséjére gyakorol és annak követelményeiről, A szőlők trágyázásáról, Ismét néhány szó a fontos befolyásról, melyet a szőlőfajok művelési módja a borok jóságára gyakorol, Borászati kísérleti állomásokról, Slankamenka, 1872. Nemes kék kadarka. A szőlőmetszésről. Apró fehér vagy sárga bálint, Borügyünk emeléséhez, A szőlőfajok értékének kipróbáltatásáról, Cognac-készítés mint a boripar egyik nevezetes jövedelmi forrása, 1873. Adalékok azokhoz, mi Magyarország szőlészete terén még szükségesek lennének. A cognac mint a borok följavításának legtermészetesebb eszköze. Ez utáni teendőink szőlészetünk emelése érdekében, 1874. A kisérleti szőlők hasznáról és azok miképeni szervezéséről), a Borászati Lapokban (1874. A magyar borok a bécsi világkiállításon, Néhány szó boraink kiviteléről, A szerémi 1873. bortermelésről, Sima és gyökeres vessző vagy a szőlők ültetése Magyarországban, Magyarország veres borai, Boraink nemesbítése, Panaszok a magyar bortermelés hanyatlása felett, Borászati és kertművelő társulatok szükségességéről Magyarországon, 1875-81. több cikk.)